# Mezquite Verde
Mezquite Verde är en ort i Mexiko.   Den ligger i kommunen Álvaro Obregón och delstaten Michoacán de Ocampo, i den södra delen av landet, 200 km väster om huvudstaden Mexico City. Mezquite Verde ligger 1 841 meter över havet och antalet invånare är 122.
Terrängen runt Mezquite Verde är en högslätt. Runt Mezquite Verde är det ganska tätbefolkat, med 78 invånare per kvadratkilometer. Närmaste större samhälle är Zinapécuaro, 16,6 km öster om Mezquite Verde. Trakten runt Mezquite Verde består till största delen av jordbruksmark.